# Ahmed Hegazy (Pharmazeut)

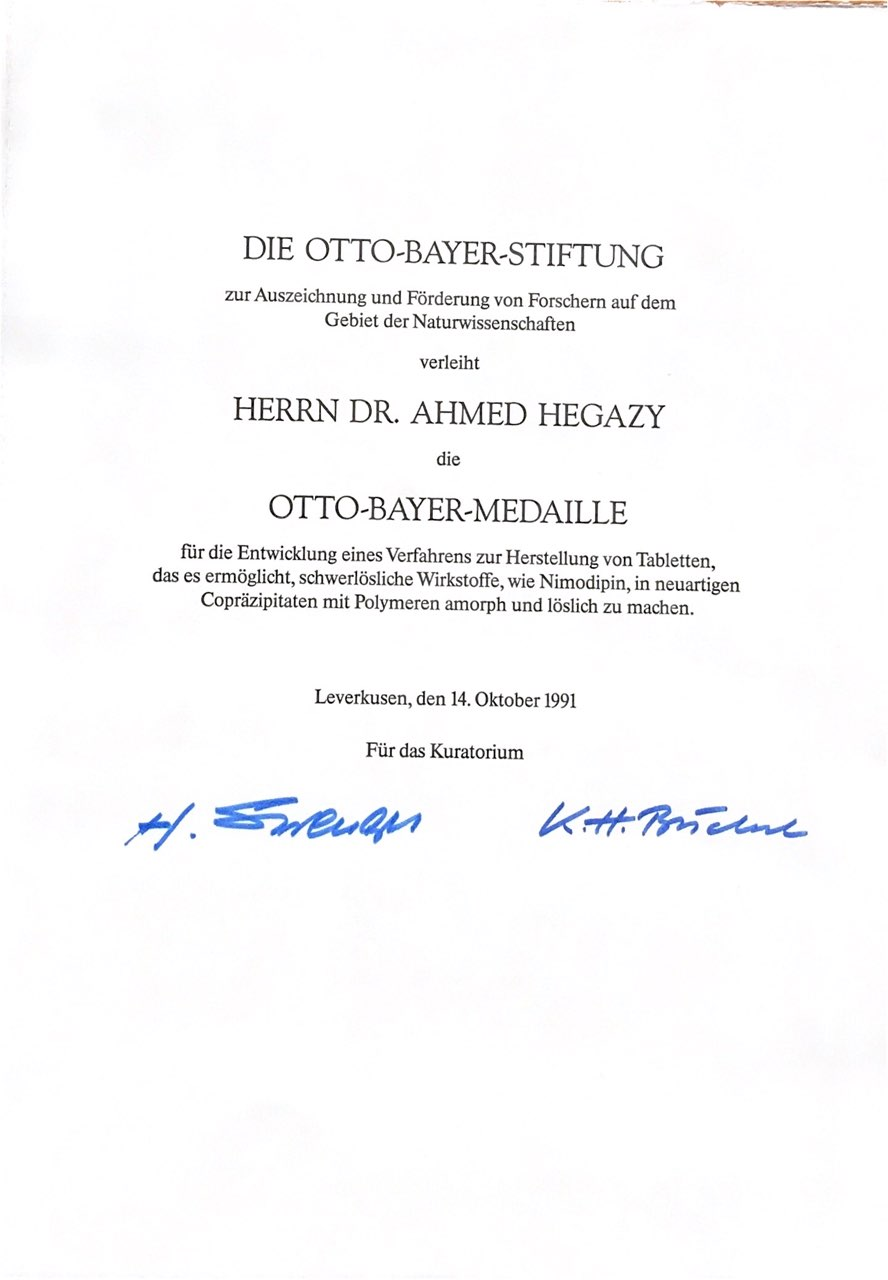
Urkunde Otto-Bayer-Medaille für galenische Erfindung Copräzipitat

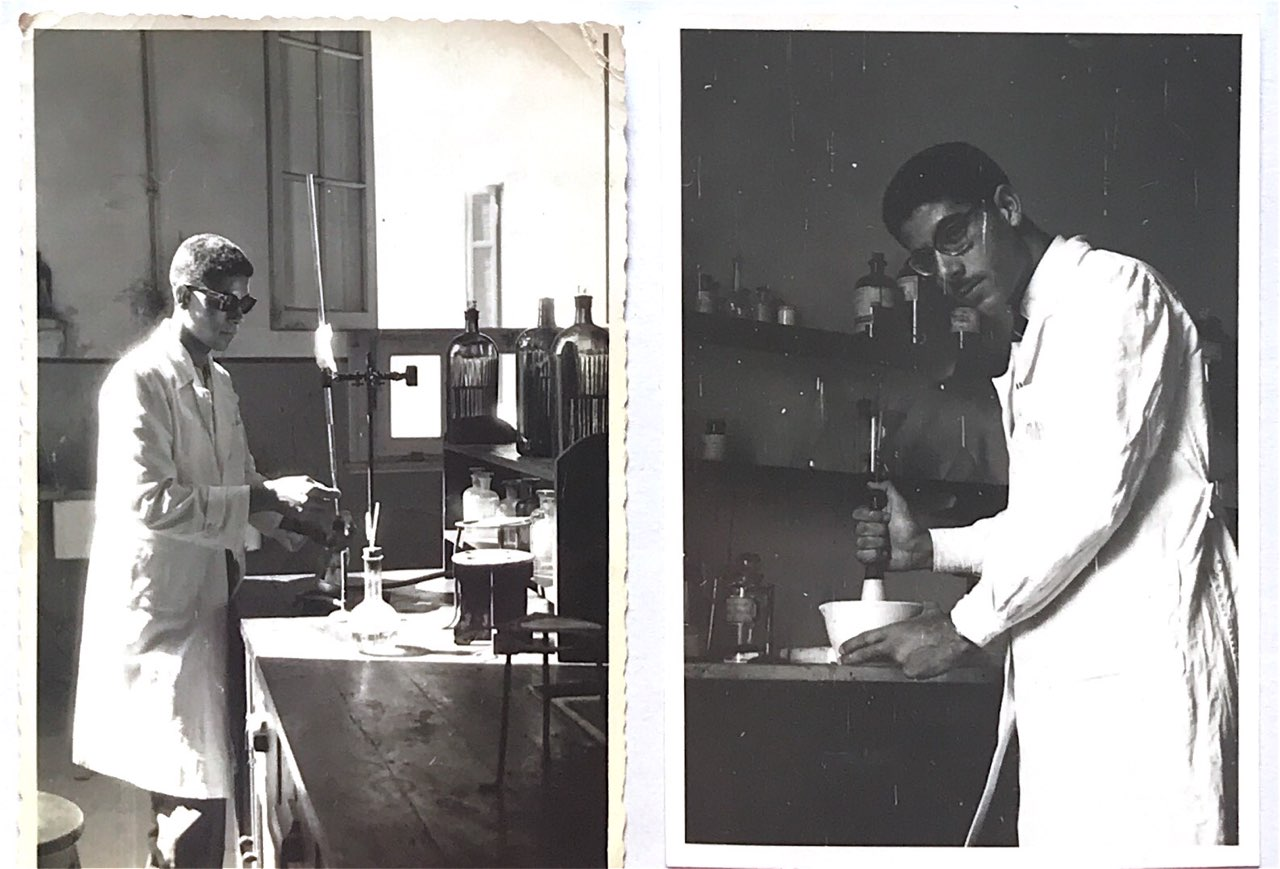
Studium der Pharmazie, Kairo 1959 und 1960.

Ahmed Hegazy (auch: Hegasy; arabisch أحمد حجازي, DMG Aḥmad Ḥiǧāzī, geb. am 24. Oktober 1939 in Kairo; gest. am 5. Februar 2021 in Leverkusen) war ein ägyptisch-deutscher Galeniker. Er forschte von 1966 bis 1999 in der Abteilung Pharmazeutische Technologie der Bayer AG und entwickelte in dieser Zeit eine neue Darreichungsform des Arzneistoffs Nifedipin zur Behandlung von Bluthochdruck. 1991 erhielt er für die Solubilisierung schwerlöslicher Wirkstoffe wie Nifedipin die Otto-Bayer-Medaille. Diese galenische Erfindung ist noch heute Grundlage für viele moderne Formulierungen der Bayer AG (A. Ohm).

## Leben
Ahmed Hegazy wurde 1939 in Kairo geboren. Ausweislich des Abiturzeugnisses bestand er die Reifeprüfung 1955 im naturwissenschaftlichen Zweig als 296. von 10.445 Schülern. Nach einem Studium der Pharmazie an der Universität Kairo wurde er 1961 von der Studienmission der Vereinigten Arabischen Republik mit einem Stipendium zur Promotion an die Technische Universität Braunschweig nach Westdeutschland geschickt. 1966 promovierte er dort bei Walther Awe mit einer Arbeit über „Beiträge zur Analytik der Pantothensäure und des Pantothenols“ zum Dr. rer. nat. Ab 1966 arbeitete er in der Bayer AG, zunächst als Betriebsleiter des Penicillin-Betriebs, ab 1967 als Laborleiter in der Galenik. Zuletzt hatte er dort die Position „Abteilungsleiter im Institut für pharmazeutische Technologie für flüssige und halbfeste Arzneiformen“ inne. Für den Wirkstoff Nifedipin entwickelt er ab 1977 eine Darreichungsform, die das Medikament unter dem Namen Adalat retard zur Weltmarktreife brachte. In seiner Freizeit war er ein passionierter Botaniker. 1999 ging er in den Ruhestand. Er verstarb 2021 in Leverkusen.

## Wirken
Am 9. September 1980 ließ die Bayer AG für Ahmed Hegazy eine feste Arzneizubereitung mit Nifedipin mit der Oberfläche 1–4 m²/g patentieren (Nr. DE3033919 und EP0047899).  Diese Größe ergab den besten Resorptionseffekt, und der Wirkstoff wurde über bis zu 36h freigesetzt. Innerhalb des Prioritätsjahres meldete die Bayer AG das Patent in über 40 weiteren Ländern an (das Urpatent von Nifedipin war in nur zehn Ländern angemeldet worden). Zuvor wurde Nifedipin als Weichgelatinekapsel verabreicht. Diese war sehr lichtempfindlich und konnte nicht selbst vom Konzern hergestellt werden. Die Produktion der Gelatinekapseln war an die Firma R.P. Scherer ausgelagert. Die Kapselhüllen aus Gelatine enthielten u. a. Schweineschwarte und konnten so nicht weltweit exportiert werden. Die Adalat retard-Tablette nutzte dagegen Eisenoxyd als Lichtschutz.

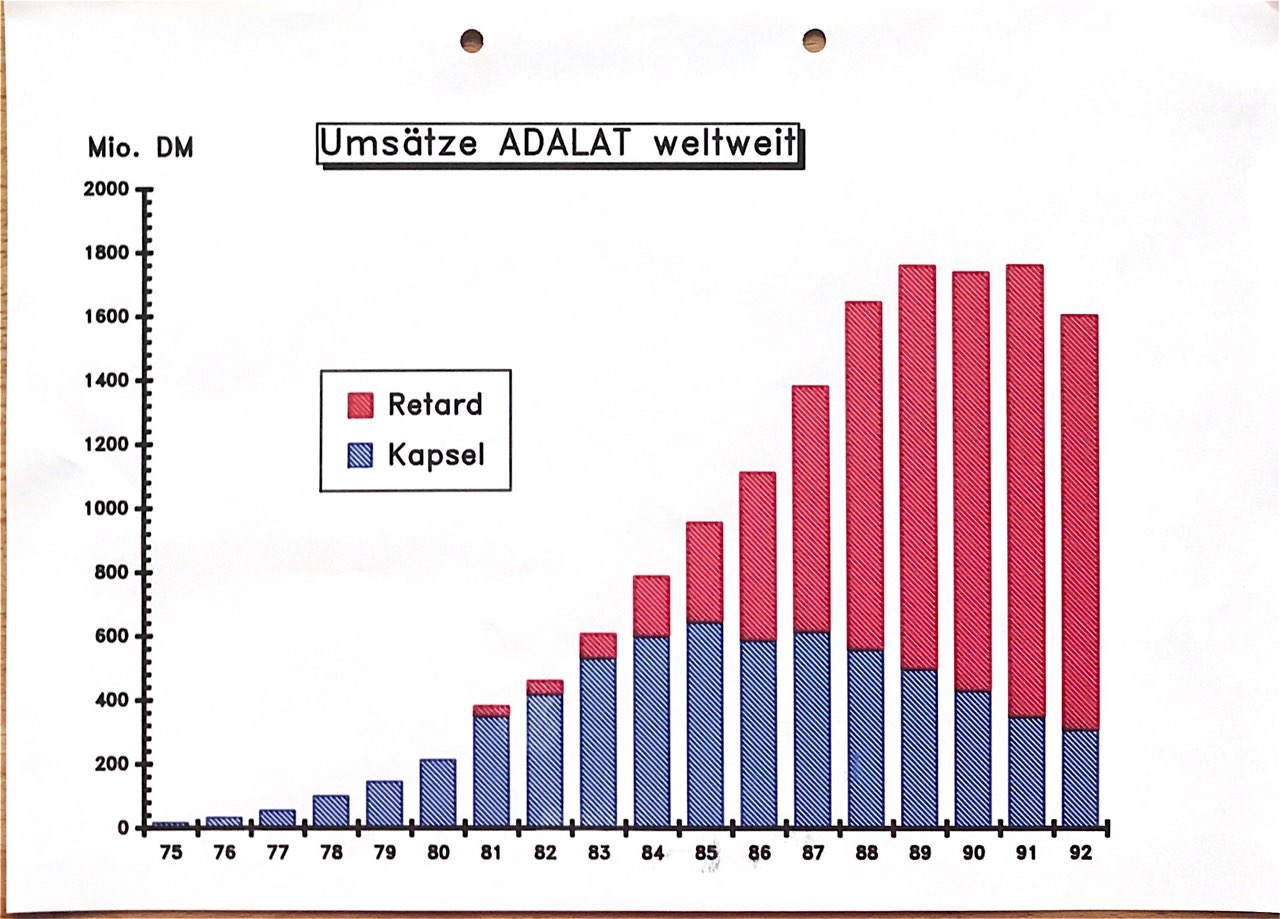
Umsatz Adalat Kapsel vs. Retardtablette

Adalat löste in den 1990er Jahren Aspirin als größtes Einzelprodukt des Bayerkonzerns aus zwei Gründen ab: Die Ausweitung der Indikation auf Bluthochdruck im Jahr 1985 sowie eine einmalige Einnahme pro Tag durch die Erfindung der Retard-Tablette für Adalat führten zu dem weltweiten Umsatzanstieg. 2001 lag der Umsatz bei 975 Mio. Euro. Adalat retard war ein Paradebeispiel für den Erfolg eines bereits etablierten Medikaments durch eine neue Darreichungsform, nachdem „das Präparat bereits ein Vierteljahrhundert am Markt war“, so eine Studie der Fachhochschule Erfurt.  Noch heute gehört es zu den 15 wichtigsten Pharmaprodukten der Bayer AG.  In einem Rechtsstreit zwischen Bayer und Pfizer in den USA 1995, in dem Hegazy sein Patent zusammen mit dem Chemiker und Patentanwalt Knud Schauerte verteidigte, wurde festgestellt, dass auch das Produkt Procardia XL von Pfizer auf diesem Patent basiert (Patent Nr. US5264446). Ahmed Hegazy war an zehn weiteren Patenten des Konzerns beteiligt.